# Artsvi Bakhchinyan
Artsvi Bakhchinyan (armeniska: Արծվի Հենրիկի Բախչինյան: Artsvi Henriki Bachtjinjan), född 1971 i Jerevan är en armenisk armenologist och filmkritiker. Han är kandidat i språkvetenskap, och studerade armenisk filologi vid Jerevans statliga universitet 1988-1993. 
Bakhchinyan var gästforskare vid Afroasiatiska institutet vid Uppsala universitet 1996-1997. Han skrev böckerna Armenien-Skandinavien: Historiska och kulturella förbindelser (Jerevan, 2003, 2010, på armeniska) och (Armenia Sweden) Armenien-Sverige: historiska och kulturella relationer (Jerevan, 2003, på engelska).
Han samarbetar med media i Armenien och utomlands, skriver artiklar i olika ämnen, bedriver armeniska studier i olika genrer i synnerhet armenisk film, dans och historia.
Bakhchinyan har skrivit över ett dussin böcker, däribland Personligheter av armeniskt ursprung (1993), encyklopediska ordboken Ursprungligen Armenier (2002), Napoleon Bonaparte och armenierna (2003), Armenierna i världens Cinema (2004), Dansösen från Shemakhan (2007, medförfattare) med flera verk. Bakhchinyan var redaktör för antologin As hard as walnuts, as soft as music – World Writers about Armenia and Armenians (2007). Han är också verksam som översättare. År 2012 komponerade han och översatt (med Garo Hakopian och Stig Lundström) en antologi av modern armenisk poesi, Ararats jag skugga (Jerevan), som innehåller dikter av 22 armeniska poeter översatta till svenska.